# Pendraig milnerae
Pendraig milnerae — вид хижих неотероподних динозаврів. Описаний у 2021 році.

## Дослідження

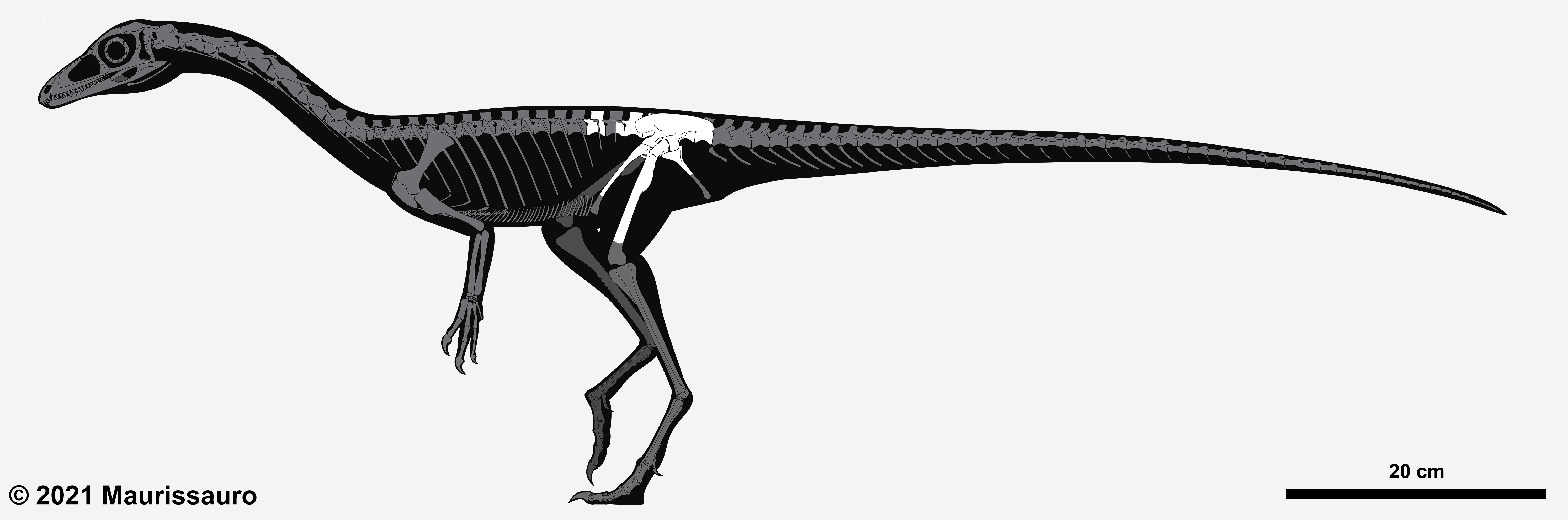
Реконструкція скелета Pendraig milnerae на основі відомих решток

Рештки динозавра знайдено у 1952 році у кар'єрі Пант-і-Фіннон в Уельсі разом з рештками динозавра Pantydraco та крокодиломорфа Terrestrisuchus. Було виявлено Зчленований ряд хребців і тазовий пояс, що складається з двох задніх спинних хребців без більшості нервових шипів, трьох передніх крижових хребців і невеликого фрагмента центру четвертого крижу. Рештки зберігалися неописаними у колекції Музею природознавства в Лондоні.

## Етимологія
Родова назва Pendraig походить від валлійського Pen («голова», «вождь» або «верх») і Draig («дракон»), що буквально означає «головний дракон», але в Середньовіччі використовувалося в переносному значенні як «головний воїн». Англізована форма, Пендрагон, була епітетом Утера, батька короля Артура в середньовічних легендах. Видова назва milnerae дана на честь британської палеонтологині доктора Анджели С. Мілнер (1947–2021), на знак визнання її великого внеску в палеонтологію хребетних, у тому числі як одного з провідних експертів зі скам'янілостей британських теропод.

## Філогенія
|  | Lucianovenator                                                             |
|  |                                                                            |
|  | Pendraig                                                                   |
|  |                                                                            |
|  | Powellvenator                                                              |
|  |                                                                            |
|  | \| \| "Syntarsus" kayentakatae \| \| \| \| \| \| Coelophysidae \| \| \| \| |
|  |                                                                            |
|  | "Syntarsus" kayentakatae                                                   |
|  |                                                                            |
|  | Coelophysidae                                                              |
|  |                                                                            |

|  | "Syntarsus" kayentakatae |
|  |                          |
|  | Coelophysidae            |
|  |                          |

|  | Lucianovenator                                                             |
|  |                                                                            |
|  | Pendraig                                                                   |
|  |                                                                            |
|  | Powellvenator                                                              |
|  |                                                                            |
|  | \| \| "Syntarsus" kayentakatae \| \| \| \| \| \| Coelophysidae \| \| \| \| |
|  |                                                                            |
|  | "Syntarsus" kayentakatae                                                   |
|  |                                                                            |
|  | Coelophysidae                                                              |
|  |                                                                            |

|  | "Syntarsus" kayentakatae |
|  |                          |
|  | Coelophysidae            |
|  |                          |